# Donna Damerel
Donna Damerel (8 de julio de 1912 - 15 de febrero de 1941) fue una actriz estadounidense de vodevil y radio.

## Primeros años
Damerel nació el 8 de julio de 1912 en Chicago, hija del matrimonio formado por los artistas de vodevil George Damerel y Myrtle Vail. Tenía un hermano. A los 15 años, se fue de casa para unirse al coro de una comedia musical. (Su madre también se había ido de casa a los 15 años para dedicarse a la actuación).  Más tarde, se unió al acto de vodevil de sus padres.

## Carrera
Tras el declive del vodevil que puso fin al equipo artístico de los Damerel, la familia vivió cómodamente hasta que «se nos acabaron los ahorros y quedamos en la indigencia». Damerel y su madre comenzaron a trabajar en la radio. El 2 de noviembre de 1931 estrenaron el programa de radio Myrt and Marge en Chicago, con Damerel interpretando a la hija, Marge, y Vail a la madre, Myrt.
Una encuesta realizada en 1932 por una revista de radio nombró a Damerel como la "chica de moda" de la radio. El reconocimiento incluyó la apariencia, la personalidad frente al micrófono y la voz, ya que participaron 15.704 radioyentes.
Damerel y Vail también protagonizaron la película de Universal Myrt and Marge (1933), basada en la exitosa radionovela (que se emitió hasta 1942). En 1938, actuaron en Yes, My Darling Daughter en Yonkers, Nueva York, en el Teatro Warburton.

## Vida personal y muerte
Damerel se divorció del cantante William J. Kretsinger el 22 de diciembre de 1939. Habían tenido dos hijos, uno de los cuales fue el director y guionista Charles B. Griffith.
Al momento de su fallecimiento, estaba casada con Peter J. Fick. Murió repentinamente a los veintiocho años el 15 de febrero de 1941, poco después de dar a luz a su hijo en el Hospital Englewood de Englewood, Nueva Jersey. El bebé sobrevivió. Los médicos informaron que su salud parecía buena al ingresar al hospital.